# Magners League 2010/11
Die Saison 2010/11 der Magners League, der von irischen, walisischen, schottischen und erstmals italienischen Rugby-Teams gemeinsam ausgetragenen Meisterschaft, begann im September 2010. Die reguläre Saison umfasste 22 Spieltage (je eine Vor- und Rückrunde) und dauerte bis zum 6. Mai 2011. Die besten vier Mannschaften spielten in zwei Halbfinals um die Teilnahme am Finale. Gegenüber der letzten Saison wurde die Meisterschaft um zwei italienische Teams ergänzt. Das Finale am 28. Mai 2011 entschied Munster Rugby für sich.
Der Titelverteidiger Ospreys wurde mit einer Geldstrafe von 100.000 Pfund gebüsst und startete mit einem Abzug von vier Punkten in die Saison, da er unerlaubterweise die Verschiebung eines Auswärtsspiels in der Vorsaison durchgesetzt hatte. Nach einem Rekurs wurde der Punkteabzug für zwei Jahre ausgesetzt.

## Tabelle
M = Amtierender Meister
|     | Team                   | Spiele | Siege | Unent. | Ndlg. | Spiel- punkte | Diff. | Bonus- punkte | Tabellen- punkte |
| --- | ---------------------- | ------ | ----- | ------ | ----- | ------------- | ----- | ------------- | ---------------- |
| 01. | Munster Rugby          | 22     | 19    | 0      | 3     | 496:327       | + 169 | 7             | 83               |
| 02. | Leinster Rugby         | 22     | 15    | 1      | 6     | 495:336       | + 159 | 8             | 70               |
| 03. | Ulster Rugby           | 22     | 15    | 1      | 6     | 480:418       | + 62  | 5             | 67               |
| 04. | Ospreys (M)            | 22     | 12    | 1      | 9     | 553:418       | + 135 | 13            | 63               |
| 05. | Scarlets               | 22     | 12    | 1      | 9     | 503:453       | + 50  | 10            | 62               |
| 06. | Cardiff Blues          | 22     | 13    | 1      | 8     | 479:392       | + 87  | 6             | 60               |
| 07. | Newport Gwent Dragons  | 22     | 10    | 1      | 11    | 444:462       | - 18  | 7             | 49               |
| 08. | Edinburgh Rugby        | 22     | 9     | 0      | 13    | 421:460       | - 39  | 7             | 43               |
| 09. | Connacht Rugby         | 22     | 7     | 1      | 14    | 394:459       | - 65  | 9             | 39               |
| 10. | Benetton Rugby Treviso | 22     | 9     | 0      | 13    | 374:502       | - 128 | 2             | 38               |
| 11. | Glasgow Warriors       | 22     | 6     | 1      | 15    | 401:543       | - 142 | 7             | 33               |
| 12. | Aironi                 | 22     | 1     | 0      | 21    | 247:517       | - 270 | 8             | 12               |

Die Punkte wurden wie folgt verteilt:
- 4 Punkte bei einem Sieg
- 2 Punkte bei einem Unentschieden
- 0 Punkte bei einer Niederlage (vor möglichen Bonuspunkten)
- 1 Bonuspunkt für vier oder mehr Versuche, unabhängig vom Endstand
- 1 Bonuspunkt bei einer Niederlage mit sieben oder weniger Punkten Unterschied

## Playoffs

### Halbfinale
| 13. Mai 2011 19:05 Uhr | Leinster Rugby                                                                                                 | 18 : 3         | Ulster Rugby                   | RDS Arena, Dublin Zuschauer: 14.476 Schiedsrichter: George Clancy (Irland) |
| 13. Mai 2011 19:05 Uhr | Versuche: McFadden 25. n.erh. Fitzgerald 72. erh. Erhöhungen: McFadden (1/1) Straftritte: Sexton (2/3) 5., 40. | (11:0) Bericht | Straftritte: Pienaar (1/1) 62. | RDS Arena, Dublin Zuschauer: 14.476 Schiedsrichter: George Clancy (Irland) |

| 14. Mai 2011 18:30 Uhr | Munster Rugby                                                                                         | 18 : 11       | Ospreys                                                         | Thomond Park, Limerick Zuschauer: 13.147 Schiedsrichter: Nigel Owens (Wales) |
| 14. Mai 2011 18:30 Uhr | Versuche: Barnes (2) 32. n.erh., 57. erh. Erhöhungen: O’Gara (1/2) Straftritte: O’Gara (2/4) 14., 49. | (8:3) Bericht | Versuche: Fussell 78. n.erh. Straftritte: Biggar (2/2) 38., 55. | Thomond Park, Limerick Zuschauer: 13.147 Schiedsrichter: Nigel Owens (Wales) |

### Finale
| 28. Mai 2011 17:05 Uhr | Munster Rugby                                                                             | 19 : 9        | Leinster Rugby                          | Zuschauer: Thomond Park, Limerick Schiedsrichter: Nigel Owens (Wales) |
| 28. Mai 2011 17:05 Uhr | Versuche: Howlett 7. erh. Earls 66. n.erh. Strafversuch 79. erh. Erhöhungen: O’Gara (2/3) | (7:3) Bericht | Straftritte: Sexton (3/4) 29., 46., 60. | Zuschauer: Thomond Park, Limerick Schiedsrichter: Nigel Owens (Wales) |

## Statistik

### Meiste erzielte Versuche
|    | Name              | Versuche | Team                  |
| -- | ----------------- | -------- | --------------------- |
| 1. | Tim Visser        | 14       | Edinburgh Rugby       |
| 2. | Aled Brew         | 12       | Newport Gwent Dragons |
| 3. | Jonathan Davies   | 9        | Scarlets              |
| 3. | DTH van der Merwe | 9        | Glasgow Warriors      |

### Meiste erzielte Punkte
|    | Name         | Punkte | Versuche | Erhöhungen | Penalties | Dropkicks | Team           |
| -- | ------------ | ------ | -------- | ---------- | --------- | --------- | -------------- |
| 1. | Dan Biggar   | 248    | 4        | 27         | 53        | 5         | Ospreys        |
| 2. | Ian Keatley  | 224    | 2        | 20         | 57        | 1         | Connacht Rugby |
| 3. | Ronan O’Gara | 183    | 0        | 21         | 46        | 1         | Munster Rugby  |